# Giao Hương
Giao Hương là một xã thuộc huyện Giao Thủy, tỉnh Nam Định, Việt Nam.
Xã Giao Hương có diện tích 9,75 km², dân số năm 2020 là 9200 người với 2600 hộ gia đình, mật độ dân số đạt 944 người/km².
Xã Giao Hương được chia thành 8 xóm là: xóm Thanh Nam, xóm Thanh Phú, xóm Thanh Đông, xóm Thanh Hà, xóm Thanh Ninh, xóm Thanh Bắc, xóm Thanh Hồng, xóm Thanh Thiện.
Đây là địa phương có dự án Đường cao tốc Ninh Bình – Hải Phòng đi qua.